# Chamaecyparis formosensis
Chamaecyparis formosensis, auch Rote Taiwanzypresse oder Formosa-Scheinzypresse, ist eine Pflanzenart aus der Familie der Zypressengewächse (Cupressaceae). Sie kommt auf der Insel Taiwan endemisch vor.

## Beschreibung
Chamaecyparis formosensis wächst als immergrüner Baum der Wuchshöhen von bis zu 65 Meter und Brusthöhendurchmesser bis zu 6,5 Meter erreichen kann. Die Borke ist mehr oder weniger rotbraun gefärbt. Die Äste gehen gerade oder hängend vom Stamm ab. Die Zweige stehen gerade von den Ästen ab.
Die schuppenartigen Blätter sind bei einer Länge von 1 bis 3 Millimeter dreieckig bis rautenförmig geformt. Blätter die an der Oberseite der Zweige stehen haben eine grüne, Blätter an der Zweigunterseite eine blaugrüne Oberfläche. Die Blattunterseite ist weißlich gefärbt. Die Spitze der Blätter ist spitz zulaufend bis zurückgebogen. Wenn die Blätter verletzt werden, verströmen sie einen an verrottenden Seetang erinnernden Duft.
Die braunen Zapfen sind bei einer Länge von 6 bis 12 Millimeter und einer Dicke von 5 bis 9 Millimeter eiförmig bis länglich-eiförmig geformt. Zur Reife sind sie braun gefärbt. Jeder Zapfen besteht aus acht bis 14 Zapfenschuppen, von denen jeder zwei Samenkörner trägt. Die flachen, braunen bis rötlich braunen Samen sind geflügelt. Sie sind bei einem Durchmesser von 1,5 bis 2,5 Millimeter eiförmig-kugelig geformt.
Der Baum ist außerordentlich langlebig. Es wird geschätzt, dass er ein Alter von über 3.000 Jahren erreichen kann.
Die Chromosomenzahl beträgt 2n = 22.

## Verbreitung und Standort

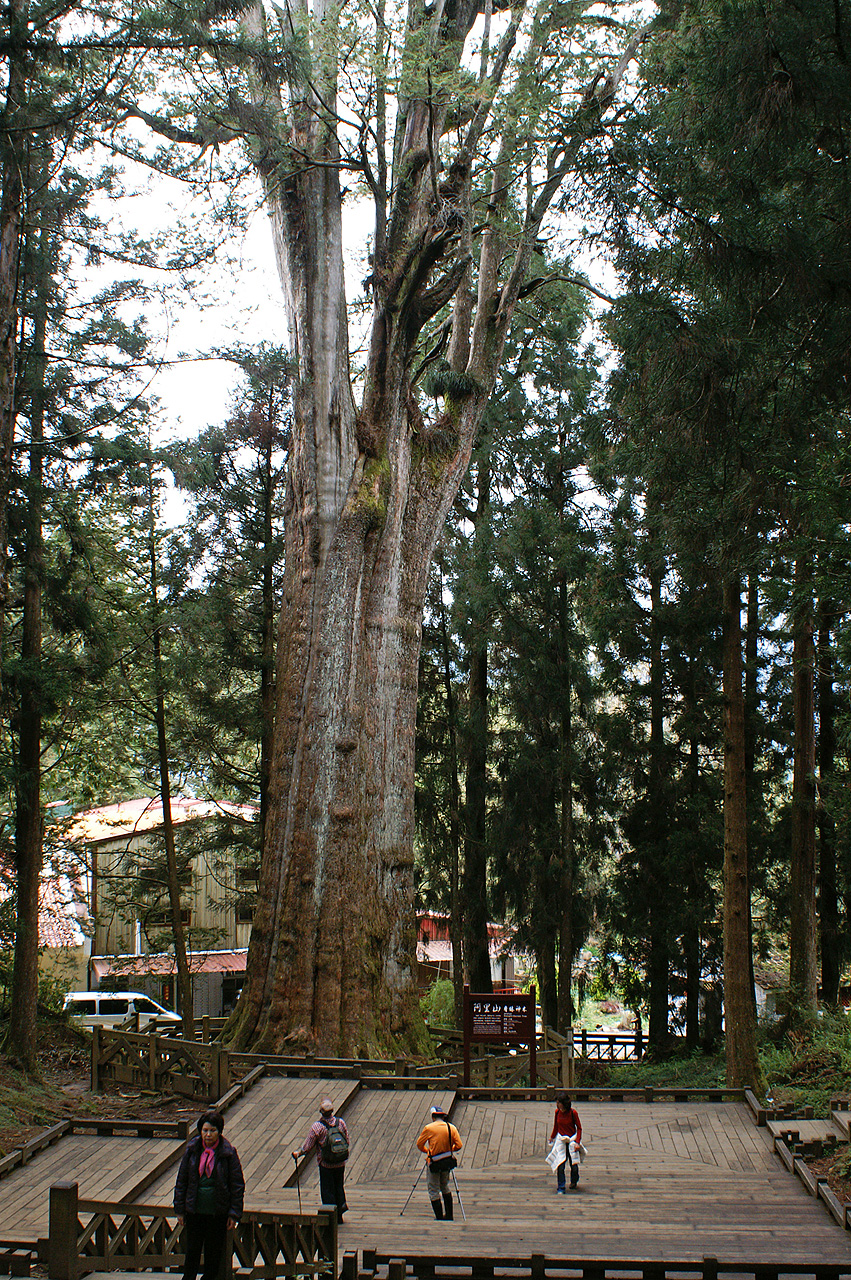
Baum im Alishan-Walderholungsgebiet

Das natürliche Verbreitungsgebiet von Chamaecyparis formosensis liegt in Nord- und Zentral-Taiwan. Sie kommt dort in der Nähe des Yuenyang Lake sowie des Lala Mountain vor.
Chamaecyparis formosensis gedeiht in Höhenlagen von 1000 bis 3000 Metern. Man findet die Art vor allem in den Gebirgen, wo sie in Nadel- und immergrünen Mischwäldern wächst. Häufig werden Reinbestände gebildet, es kommt jedoch auch zur Mischbestandsbildung mit der Hinoki-Scheinzypresse (Chamaecyparis obtusa).

## Systematik
Die Erstbeschreibung als Chamaecyparis formosensis erfolgte 1901 durch Jinzô Matsumura in Botanical Magazine, 15(177), S. 137–138. Synonyme für Chamaecyparis formosensis Matsum. sind Cupressus formosensis (Matsum.) A. Henry und Cupressus formosensis (Matsum.) Silba.
Die Art ist sehr eng mit der Sawara-Scheinzypresse (Chamaecyparis pisifera) verwandt.

## Gefährdung und Schutz
Chamaecyparis formosensis wird in der Roten Liste der IUCN als „stark gefährdet“ geführt. Früher wurden viele größere Bäume zur Holzgewinnung geschlagen. Die natürliche Verjüngung ist jedoch gut, sofern der Nachwuchs nicht vom Unterwuchs verdrängt wird.